# O Sacrifício de Noé
O Sacrifício de Noé é um afresco (170x260 cm) de Michelangelo Buonarroti, datado de cerca de 1508-1510 e que faz parte da decoração da abóbada da Capela Sistina, nos Museus do Vaticano, em Roma, encomendada pelo Papa Júlio II.

## História
Durante a execução da pintura da abóbada da Capela Sistina, Michelangelo adotou uma abordagem sistemática, começando pelas campadas adjacentes à porta de entrada — utilizada para as solenidades papais e a entrada de sua comitiva — e prosseguindo até a campada situada acima do altar. A realização dos afrescos foi dividida em duas fases distintas, delimitadas pela posição original da grade, aproximadamente sobre a Criação de Eva. Esta metodologia foi imprescindível devido à limitação do andaime, que cobria apenas metade da capela de cada vez, exigindo seu desmontamento e remontagem para permitir o acesso às áreas restantes. O afresco intitulado O Sacrifício de Noé, conforme descrito em Gênesis 8,15-20, faz parte do primeiro segmento de trabalho. Esta seção foi executada ao longo de doze períodos de trabalho, conhecidos como "dias" de afresco. Em 1568, ocorreu o desprendimento de parte do reboco desta cena, exigindo um processo de restauração conduzido por Domenico Carnevali. Observa-se que as figuras à esquerda exibem um tom mais escuro, refletindo o processo de escurecimento que começou a se manifestar na segunda metade do século XVI. No entanto, Carnevali demonstrou uma considerável fidelidade ao original durante a restauração, possivelmente devido ao acesso a relevos ou esboços realizados antes do desprendimento dos fragmentos críticos.